# Drozdnie (przystanek kolejowy)
Drozdnie (ukr. Дроздні) – przystanek kolejowy w pomiędzy miejscowościami Drozdnie i Wola Lubitowska, w rejonie kowelskim, w obwodzie wołyńskim, na Ukrainie. Leży na linii Zdołbunów – Kowel.